# سيرجي ألينيكوف
سيرجي ألينيكوف، من مواليد 7 نوفمبر 1961، لاعب كرة قدم سوفيتي وبيلاروسي سابق.
و قد بدأ مسيرته الكروية مع نادي دينامو مينسك في عام 1981، وفي عام 1989 انتقل إلى نادي يوفنتوس الإيطالي، وفي عام 1991 انتقل إلى نادي ليتشي الإيطالي، وفي عام 1992 انتقل إلى نادي غامبا أوساكا الياباني، واعتزل كرة القدم في عام 1996 مع نادي أوديفولد السويدي.
و قد لعب مع منتخب الاتحاد السوفيتي لكرة القدم 77 مباراة وسجل 6 أهداف، وقد لعب مع منتخب بيلاروسيا لكرة القدم 4 مباريات.

## روابط خارجية
- سيرجي ألينيكوف على موقع الاتحاد الدولي (مؤرشف)  (الإنجليزية)
- سيرجي ألينيكوف على موقع الاتحاد الأوربي (الإنجليزية)
- سيرجي ألينيكوف على موقع رابطة كرة القدم اليابانية للمحترفين (اليابانية)
- سيرجي ألينيكوف على موقع قاعدة بيانات كرة القدم.إي يو (الإنجليزية)
- سيرجي ألينيكوف على موقع ناشيونال فوتبول تيمز (الإنجليزية)
- سيرجي ألينيكوف على موقع Soccerway.com (الإنجليزية)
- سيرجي ألينيكوف على موقع عالم كرة القدم.نت (الإنجليزية)